# Fortunale (torpediniera)
La Fortunale è stata una torpediniera di scorta della Regia Marina.

## Storia
Moderna unità della classe Ciclone, progettata appositamente per la scorta dei convogli lungo le insidiate rotte per il Nordafrica, la torpediniera entrò in servizio nell'agosto 1942. Divenuta operativa nell'autunno dello stesso anno, la nave ebbe un intenso impiego in missioni di scorta tra Italia, Grecia, Libia e Tunisia.
Il 12 dicembre 1942 la Fortunale affondò con le proprie cariche di profondità, in posizione 40°29' N e 14°20' E (a sudest di Capri) il sommergibile britannico P 222, che aveva attaccato il convoglio che la torpediniera stava scortando nel golfo di Napoli; non vi furono superstiti tra i 47 membri dell'equipaggio del sommergibile (ragion per cui non è possibile avere l'assoluta certezza dell'affondamento).

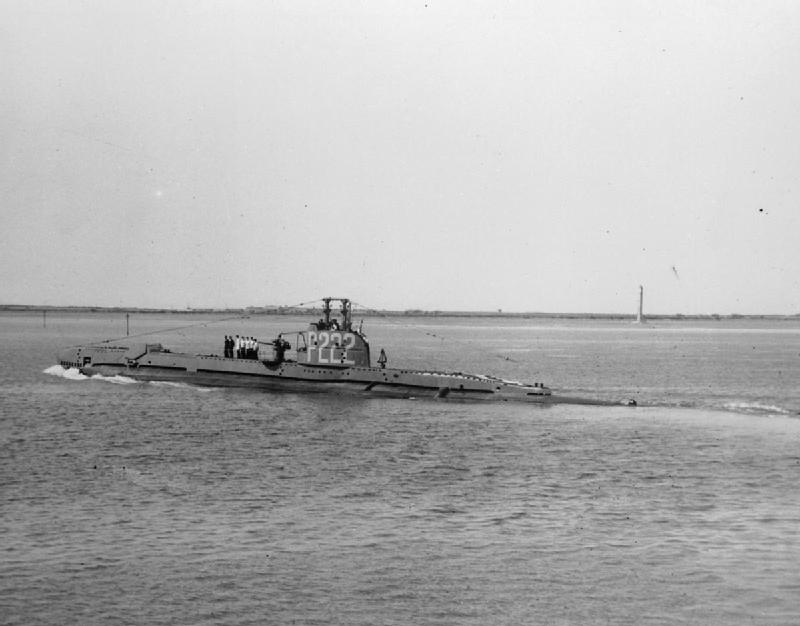
Il sommergibile britannico P 222, affondato dalla Fortunale

Il 17 febbraio 1943 la torpediniera stava scortando il piroscafo merci XXI Aprile da Palermo a Tunisi quando il trasporto, alle 18.53, tre miglia a nord di Capo San Vito Siculo, fu silurato dal sommergibile britannico Splendid e saltò in aria; la Fortunale individuò il sommergibile britannico permettendo così di contrattaccare, senza però riuscire ad affondare l'unità subacquea nemica.
Il 24 febbraio 1943 la Fortunale salpò da Biserta per scortare a Napoli, insieme alle gemelle Animoso e Monsone, i piroscafi Alcamo, Chieti e Stella di ritorno in Italia: tuttavia nella notte tra il 24 ed il 25 il convoglio fu attaccato dall'aria e l’Alcamo, immobilizzato da un primo siluro all'1.30 e colpito da una seconda arma e da bombe alle 3.15, s'inabissò nel punto 39°14' N e 12°30' E. Durante l'attacco un aerosilurante Bristol Beaufort del 39° Squadron precipitò in mare e tre membri del suo equipaggio furono tratti in salvo dalla Monsone, che li trasportò poi a Napoli.
In seguito alla proclamazione dell'armistizio la Fortunale, il 9 settembre 1943, riparò a Portoferraio, dove erano confluite numerose torpediniere, corvette ed unità minori ed ausiliarie provenienti dai porti del Tirreno. Nel mattino dell'11 settembre la nave lasciò Portoferraio insieme ad altre sei torpediniere (tra cui le gemelle Aliseo, Indomito, Animoso ed Ardimentoso) e diresse per Palermo, porto controllato dagli Alleati, dove il gruppo arrivò alle dieci del mattino del 12 settembre. Le navi rimasero in rada dal 12 al 18 settembre, giorno in cui entrarono in porto e ricevettero acqua e provviste da parte degli statunitensi. Il 20 settembre 1943 la nave lasciò il porto siciliano insieme a svariate altre unità e si portò a Malta, dove consegnò parte dei viveri ricevuti alle altre navi italiane già giunte nell'isola. Il 5 ottobre la Fortunale, le sue gemelle ed altre tre torpediniere lasciarono Malta e rientrarono in Italia.
La nave ebbe largo impiego in missioni di scorta anche durante la cobelligeranza (1943-1945).
Dopo il termine del conflitto il trattato di pace assegnò la Fortunale, così come alcune altre unità della sua classe, all'Unione Sovietica: contrassegnata Z 17, la torpediniera venne consegnata ai sovietici ad Odessa il 1º marzo 1949.
Sotto la nuova bandiera la nave prese il nome di Letnyj (in cirillico Лётный); impiegata principalmente a scopo addestrativo, fu posta alle dipendenze della 78ª Brigata di addestramento. Successivamente, privata dell'armamento (30 dicembre 1954) e riclassificata come nave bersaglio, fu ridenominata CL 59.
Il 29 dicembre 1959 la CL 59 fu colpita da un missile durante un'esercitazione ed affondò nel Mar Nero.
Comandanti
Tenente di vascello Umberto Manacorda (nato a Roma il 26 ottobre 1913) (12 dicembre 1942 - gennaio 1943)
Capitano di corvetta Domenico D'Elia (nato a Pisa il 19 giugno 1909) (1 aprile - settembre 1943)